# Ludwig Karl Hilberseimer
Ludwig Karl Hilberseimer (Karlsruhe, 14 de setembro de 1885 - Chicago, 6 de maio de 1967) foi um arquiteto e urbanista alemão. Lecionou na Bauhaus e no Instituto de Tecnologia de Illinois, em Chicago.

## Vida
Ludwig Hilberseimer fez seus estudos de arquitetura em Karlsruhe de 1906 a 1911. Instalado em Berlim, trabalha como arquiteco. Trabalha intensivamente como crítico de arte a partir de 1919: faz relatórios culturais de Berlim em revistas como “DAS Kunstblatt” e “Sozialistische Monatshefte”. Volta-se outra vez para a arquitetura e o urbanismo em 1922. Realiza então algumas residências e uma loja em Berlim, bem como uma casa para a exposição “Die Wohnung” (a habitação) em 1927 Stuttgart (o Weißenhofsiedlung). Simultaneamente produz publicações sobre a arquitectura moderna e o urbanismo: “Großstadtarchitektur” (1927) e “Beton als Gestalter” (1928).
Leciona na Bauhaus da primavera 1929 até em Abril de 1933: ao início é diretor de Teoria da Construção e o curso de Projeção Construtiva, logo passa a professor do seminário de Construção de alojamentos e de Urbanismo. Devido aos acontecimentos, é forçado limitar as suas atividades publicitárias em 1933. Trabalha então um tempo como arquiteto em Berlim.
Emigra em 1938 para Chicago, em Illinois, onde torna-se professor de Urbanismo e planejamento regional no IIT, sob a direcção de Mies Van der Rohe. Torna-se director do Department for a City and Regional Planning neste mesmo instituto a partir de 1955.

## Obra
Ludwig Hilberseimer publicou cedo obras importantes relacionadas à arquitetura moderna. Em seu trabalho de urbanista, que freqüentemente é qualificado de esquemático, foi sobretudo teórico: retomou idéias contemporâneas que referem-se à prática e fez princípios de uma teoria geral do urbanismo muito abstrata.
Por exemplo, o seu projecto de “Hochhausstadt” (1924) responde “à cidade contemporânea de três milhões de habitantes” (1922) de Le Corbusier, à qual Hilberseimer propõe-se trazer as melhorias necessárias, nomeadamente funcionais. As circulações automóveis e pedestres são estritamente separadas, e as ilustrações que produziu deixam prever, quarenta anos à frente, os ladrilhos que se viriam nos anos 60. Reflete sobre nova organização, propõe uma zoneamento em altura e uma nova maneira de deslocar-se. “A cidade do futuro deve ter o carácter de uma realização programada, de um organismo estudado em cada um das suas partes [...]. O plano deve ser claro e ordenado [...], a circulação controlada e diversificada com base no tipo de tráfego, de modo que sobre cada nível circulem meios de transporte determinados e não outros.”
Neste projeto, os citadinos habitariam logo em acima de seu local de trabalho e teriam apenas que usar o elevador para ir trabalhar.